# Heinz Büker
Heinz Büker (n. 6 iulie 1941, Oberhausen, Germania) este un canoist german, medaliat olimpic. A participat la o ediție a Jocurilor Olimpice (1964) în care a câștigat o medalie de bronz.

## Participări
Lista de mai jos prezintă principalele competiții la care a participat Heinz Büker de-a lungul carierei.
- canoeing at the 1964 Summer Olympics – men's K-2 1000 metres[*]